# Bruck an der Mur (stacja kolejowa)
Bruck an der Mur (niem: Bahnhof Bruck an der Mur) – stacja kolejowa w Bruck an der Mur, w kraju związkowym Styria, w Austrii. Jest to stacja końcowa linii S1 S-Bahn i ważnym węzłem kolejowym. Położona jest na linii Südbahn. Jest obsługiwana przez pociągi Österreichische Bundesbahnen.